# Kyrian Nwoko
Kyrian Nwoko (Lagos, 9 luglio 1997) è un calciatore maltese, centrocampista degli Sliema Wanderers e della nazionale maltese.

## Biografia
Nato a Lagos, in Nigeria, il 9 luglio 1997, si trasferì Malta con suo padre Chucks, ex calciatore, che successivamente sposò una donna maltese e acquisì la cittadinanza maltese, trasmessa poi al figlio.

## Carriera

### Club
Ha giocato nella massima serie maltese con St. Andrews dal 2014 al 2017 e dal 2017 al 2021 con il Valletta, club con il quale nell'arco di un quadriennio gioca anche 6 presenze nei turni preliminari di Champions League e 8 in quelli di Europa League. Nel 2021 si trasferisce al St Patrick's, club della prima divisione irlandese.
Nel gennaio 2025 si trasferisce a titolo definitivo dal Floriana agli Sliema Wanderers.

### Nazionale
Ha esordito con la nazionale maltese il 12 novembre 2017 contro l'Estonia.
Il 23 marzo 2019 segna il suo primo gol in nazionale nella partita contro le Fær Øer valevole per le Qualificazioni al campionato europeo di calcio 2020.

## Statistiche

### Cronologia presenze e reti in nazionale
| Cronologia completa delle presenze e delle reti in nazionale ― Malta | Cronologia completa delle presenze e delle reti in nazionale ― Malta | Cronologia completa delle presenze e delle reti in nazionale ― Malta | Cronologia completa delle presenze e delle reti in nazionale ― Malta | Cronologia completa delle presenze e delle reti in nazionale ― Malta | Cronologia completa delle presenze e delle reti in nazionale ― Malta | Cronologia completa delle presenze e delle reti in nazionale ― Malta | Cronologia completa delle presenze e delle reti in nazionale ― Malta |
| Data                                                                 | Città                                                                | In casa                                                              | Risultato                                                            | Ospiti                                                               | Competizione                                                         | Reti                                                                 | Note                                                                 |
| -------------------------------------------------------------------- | -------------------------------------------------------------------- | -------------------------------------------------------------------- | -------------------------------------------------------------------- | -------------------------------------------------------------------- | -------------------------------------------------------------------- | -------------------------------------------------------------------- | -------------------------------------------------------------------- |
| 12-11-2017                                                           | Ta' Qali                                                             | Malta                                                                | 0 – 3                                                                | Estonia                                                              | Amichevole                                                           | -                                                                    | 59’                                                                  |
| 29-5-2018                                                            | Wattens                                                              | Armenia                                                              | 1 – 1                                                                | Malta                                                                | Amichevole                                                           | -                                                                    | 65’                                                                  |
| 1-6-2018                                                             | Schwaz                                                               | Malta                                                                | 0 – 1                                                                | Georgia                                                              | Amichevole                                                           | -                                                                    | 71’                                                                  |
| 20-11-2018                                                           | Ta' Qali                                                             | Malta                                                                | 1 – 1                                                                | Fær Øer                                                              | UEFA Nations League 2018-2019 - 1º turno                             | -                                                                    | 79’                                                                  |
| 23-3-2019                                                            | Ta' Qali                                                             | Malta                                                                | 2 – 1                                                                | Fær Øer                                                              | Qual. Euro 2020                                                      | 1                                                                    | 37’                                                                  |
| 26-3-2019                                                            | Ta' Qali                                                             | Malta                                                                | 0 – 2                                                                | Spagna                                                               | Qual. Euro 2020                                                      | -                                                                    |                                                                      |
| 7-6-2019                                                             | Solna                                                                | Svezia                                                               | 3 – 0                                                                | Malta                                                                | Qual. Euro 2020                                                      | -                                                                    | 71’                                                                  |
| 5-9-2019                                                             | Oslo                                                                 | Norvegia                                                             | 2 – 0                                                                | Malta                                                                | Qual. Euro 2020                                                      | -                                                                    | 45’                                                                  |
| 8-9-2019                                                             | Ploiești                                                             | Romania                                                              | 1 – 0                                                                | Malta                                                                | Qual. Euro 2020                                                      | -                                                                    | 72’                                                                  |
| 12-10-2019                                                           | Ta' Qali                                                             | Malta                                                                | 0 – 4                                                                | Svezia                                                               | Qual. Euro 2020                                                      | -                                                                    |                                                                      |
| 15-10-2019                                                           | Tórshavn                                                             | Fær Øer                                                              | 1 – 0                                                                | Malta                                                                | Qual. Euro 2020                                                      | -                                                                    |                                                                      |
| 15-11-2019                                                           | Cadice                                                               | Spagna                                                               | 7 – 0                                                                | Malta                                                                | Qual. Euro 2020                                                      | -                                                                    |                                                                      |
| 18-11-2019                                                           | Ta' Qali                                                             | Malta                                                                | 1 – 2                                                                | Norvegia                                                             | Qual. Euro 2020                                                      | -                                                                    |                                                                      |
| 3-9-2020                                                             | Tórshavn                                                             | Fær Øer                                                              | 3 – 2                                                                | Malta                                                                | UEFA Nations League 2020-2021 - 1º turno                             | -                                                                    | 86’                                                                  |
| 6-9-2020                                                             | Ta' Qali                                                             | Malta                                                                | 1 – 1                                                                | Lettonia                                                             | UEFA Nations League 2020-2021 - 1º turno                             | 1                                                                    |                                                                      |
| 7-10-2020                                                            | Ta' Qali                                                             | Malta                                                                | 2 – 0                                                                | Gibilterra                                                           | Amichevole                                                           | 1                                                                    | 40’                                                                  |
| 17-11-2020                                                           | Ta' Qali                                                             | Malta                                                                | 1 – 1                                                                | Fær Øer                                                              | UEFA Nations League 2020-2021 - 1º turno                             | -                                                                    | 75’                                                                  |
| 24-3-2021                                                            | Ta' Qali                                                             | Malta                                                                | 1 – 3                                                                | Russia                                                               | Qual. Mondiali 2022                                                  | -                                                                    | 86’                                                                  |
| 27-3-2021                                                            | Trnava                                                               | Slovacchia                                                           | 2 – 2                                                                | Malta                                                                | Qual. Mondiali 2022                                                  | -                                                                    | 68’                                                                  |
| 30-3-2021                                                            | Fiume                                                                | Croazia                                                              | 3 – 0                                                                | Malta                                                                | Qual. Mondiali 2022                                                  | -                                                                    | 46’                                                                  |
| 20-11-2022                                                           | Ta' Qali                                                             | Malta                                                                | 0 – 1                                                                | Irlanda                                                              | Amichevole                                                           | -                                                                    | 88’                                                                  |
| 26-3-2023                                                            | Ta' Qali                                                             | Malta                                                                | 0 – 2                                                                | Italia                                                               | Qual. Euro 2024                                                      | -                                                                    | 64’                                                                  |
| 9-6-2023                                                             | Lussemburgo                                                          | Lussemburgo                                                          | 0 – 1                                                                | Malta                                                                | Amichevole                                                           | 1                                                                    | 46’                                                                  |
| 16-6-2023                                                            | Ta' Qali                                                             | Malta                                                                | 0 – 4                                                                | Inghilterra                                                          | Qual. Euro 2024                                                      | -                                                                    | 60’                                                                  |
| 19-6-2023                                                            | Trnava                                                               | Ucraina                                                              | 1 – 0                                                                | Malta                                                                | Qual. Euro 2024                                                      | -                                                                    | 46’                                                                  |
| 6-9-2023                                                             | Ta' Qali                                                             | Malta                                                                | 1 – 0                                                                | Gibilterra                                                           | Amichevole                                                           | -                                                                    | 76’                                                                  |
| 12-9-2023                                                            | Ta' Qali                                                             | Malta                                                                | 0 – 2                                                                | Macedonia del Nord                                                   | Qual. Euro 2024                                                      | -                                                                    | 72’                                                                  |
| 14-10-2023                                                           | Bari                                                                 | Italia                                                               | 4 – 0                                                                | Malta                                                                | Qual. Euro 2024                                                      | -                                                                    | 84’                                                                  |
| 17-10-2023                                                           | Ta' Qali                                                             | Malta                                                                | 1 – 3                                                                | Ucraina                                                              | Qual. Euro 2024                                                      | -                                                                    | 68’                                                                  |
| 17-11-2023                                                           | Londra                                                               | Inghilterra                                                          | 2 – 0                                                                | Malta                                                                | Qual. Euro 2024                                                      | -                                                                    | 79’                                                                  |
| 26-3-2024                                                            | Ta' Qali                                                             | Malta                                                                | 0 – 0                                                                | Bielorussia                                                          | Amichevole                                                           | -                                                                    | 65’                                                                  |
| 11-6-2024                                                            | Grödig                                                               | Malta                                                                | 0 – 2                                                                | Grecia                                                               | Amichevole                                                           | -                                                                    | 72’                                                                  |
| 7-9-2024                                                             | Chișinău                                                             | Moldavia                                                             | 2 – 0                                                                | Malta                                                                | UEFA Nations League 2024-2025 - 1º turno                             | -                                                                    | 70’                                                                  |
| 10-9-2024                                                            | Andorra la Vella                                                     | Andorra                                                              | 0 – 1                                                                | Malta                                                                | UEFA Nations League 2024-2025 - 1º turno                             | -                                                                    | 78’                                                                  |
| 14-11-2024                                                           | Ta' Qali                                                             | Malta                                                                | 2 – 0                                                                | Liechtenstein                                                        | Amichevole                                                           | -                                                                    | 46’                                                                  |
| 21-3-2025                                                            | Ta' Qali                                                             | Malta                                                                | 0 – 1                                                                | Finlandia                                                            | Qual. Mondiali 2026                                                  | -                                                                    | 71’                                                                  |
| 24-3-2025                                                            | Varsavia                                                             | Polonia                                                              | 2 – 0                                                                | Malta                                                                | Qual. Mondiali 2026                                                  | -                                                                    | 46’                                                                  |
| 7-6-2025                                                             | Ta' Qali                                                             | Malta                                                                | 0 – 0                                                                | Lituania                                                             | Qual. Mondiali 2026                                                  | -                                                                    | 81’                                                                  |
| Totale                                                               |                                                                      | Presenze                                                             | 38                                                                   |                                                                      | Reti                                                                 | 4                                                                    |                                                                      |